# L'Incruste (téléfilm)
Pour les articles homonymes, voir L'Incruste.
L'Incruste est un téléfilm réalisé par Émilie Deleuze pour la chaîne de télévision Arte dans la collection Tous les garçons et les filles de leur âge en 1994. Il est diffusé pour la première fois sur la chaîne franco-allemande le 2 décembre 1994.

## Synopsis
Ariane est une lycéenne angoissée qui ne supporte pas le désordre. Son père, avec qui elle vit, doit s'absenter et propose qu'elle organise une fête durant son absence. Une bande « s'incruste » dans cette fête, augmentant l'angoisse d'Ariane.

## Distribution
- Claire Keim : Ariane
- Yann Boudaud
- Benoît Magimel : Pierre
- Marcel Bozonnet : Le père

## Fiche technique
- Scénario : Émilie Deleuze et Laurent Guyot
- Réalisation : Émilie Deleuze
- Image : Antoine Héberlé
- Son : Mathieu Bisson, Michel Brethez, Eric Tisserand
- Montage : Dominique Galliéni
- Décors : Bernard Madelenat
- Costumes :Daniel Groeghmanns
- Musique : morceaux de The Clash, Captain Sensible et Comateens (entre autres)[1]
- Producteurs délégués : Georges Benayoun et Paul Rozenberg
- Production : La Sept / Arte - IMA Productions - SFP Productions - Sony Music Entertainment (France)
- Durée : 58 minutes
- Date de diffusion : 2 décembre 1994 sur Arte

## Projet et réalisation
La collection Tous les garçons et les filles de leur âge, commandée par la chaîne franco-allemande Arte, est une série de neuf téléfilms, parmi lesquels se trouvent aussi la version courte du film Les Roseaux sauvages d'André Téchiné, intitulée Le Chêne et le Roseau, et celle de L'Eau froide d'Olivier Assayas, intitulée La Page blanche. Le cahier des charges de la série demande de réaliser un film sur l'adolescence, dans une période laissée au choix du réalisateur entre les années 1960 et les années 1990 en utilisant la musique rock de l'époque, en évoquant le contexte politique et en incluant au moins une scène de fête. Chaque film doit durer environ une heure et dispose d'un budget d'environ cinq millions de francs, le tournage (en super 16) ne devant pas excéder vingt-cinq jours. L'Incruste est le septième téléfilm de la série, venant après Travolta et moi de Patricia Mazuy et avant Bonheur de Cédric Kahn. Il traite du début des années 1980.
Émilie Deleuze et son scénariste, Laurent Guyot, se méfient du thème de l'adolescence qu'ils ne veulent pas voir comme une « classe sociale » et sur lequel les généralités empêchent souvent de regarder la diversité des situations individuelles. C'est pourquoi ils choisissent de montrer une héroïne dont les problèmes (des obsessions, de la maniaquerie) n'ont pas de rapports directs avec son âge.

## Accueil critique
Télérama, à l'époque, note TT pour les meilleurs programmes, T pour les bons et rien pour ceux sans intérêt. L'Incruste récolte la note T.
Pour les Cahiers du cinéma, si Émilie Deleuze semble « posséder par instants un vrai regard », son film est souvent trop superficiel et ironique. 
Lors de la première diffusion de la série Tous les garçons et les filles de leur âge, Louis Skorecki souligne dans Libération que ce téléfilm d'Émilie Deleuze, tout comme celui d'Olivier Dahan, réalisateurs tous deux moins expérimentés que le reste du groupe, sont évidemment « plus adolescent[s], moins abouti[s] » que le reste de la série, même si ces deux films restent « passionnants à regarder en dépit de leurs défauts flagrants, frime et maladresse. » Néanmoins, lors d'une rediffusion de la série en 1999 Libération écrira qu'on y trouve  « au moins » cinq chefs-d’œuvre, parmi lesquels L'Incruste.

## Analyse
Télérama souligne l'aspect autobiographique du film, Marcel Bozonnet campant un père « tendrement ébouriffé » qui fait penser au père de la réalisatrice, le philosophe Gilles Deleuze dont l'acteur reprendrait la manière particulière de fumer.
D'après Le Monde l'adolescence, dans ce film qui n'aborde absolument pas les idées politiques et les utopies qu'on peut avoir à cet âge, est « réduit[e] au principe du plaisir immédiat ». « Loin du politique, loin des utopies et des idéologies, tout prêt de la frime par pudeur et du jeu à se faire peur. Une impasse en quelque sorte. »